# 大名古屋温泉
大名古屋温泉（だいなごやおんせん）は、かつて愛知県名古屋市中川区に存在した温泉および施設名。

## 泉質
泉質は当温泉唯一の入浴施設「大名古屋温泉」のWEBサイトによると、低張性弱アルカリ性高温泉の単純温泉であるという。

## 温泉施設
前述のとおり、当温泉は唯一の入浴施設として「大名古屋温泉」があったが、2014年3月末をもって閉館。宿泊も可能であった。

## 歴史
大名古屋温泉の歴史は名古屋市中村区泥江町2丁目（現名駅）にホテルを経営していた伊藤正勝が、中川区富田町前田において自動車学校用の土地を購入したことにはじまる。結局自動車学校は立ち上がらず、土地は塩漬けとなった。1970年（昭和45年）1月に温泉を掘ることを決意し、翌年1月に採掘許可を取った。当時、名古屋市内には中区に名古屋温泉が、中村区に中京温泉があったが、いずれも温泉法に定める温泉に満たない冷泉であって、専門家は名古屋市内での温泉は難しいとしていた。しかし、伊藤はその意見にも聞き耳を持たず、信念で掘り当てたものという。1000メートルを超えたところで、50度弱の源泉を得ることに成功した。これが1971年（昭和46年）の夏のことであった。ボーリング調査のみで、当時の金額で3000万円を費やしたという。
この源泉は毎日約1300トン噴きだしていたため、暫定的に置かれたドラム缶風呂に使う以外はすべて庄内川に排出していた。
温泉噴出の報を聞き銀行や建設業者などが次々に営業に来たが、「他人のふんどしで相撲を取る」業者を嫌い、全ての交渉を自ら手がけたという。
- 1972年（昭和47年） - 温泉施設「大名古屋温泉」開業[WEB 3]。
- 2014年（平成26年）3月30日 - この日をもって温泉施設「大名古屋温泉」が閉館[WEB 2]。

## アクセス
- JR東海関西本線・近鉄名古屋線・名古屋市交通局東山線八田駅より徒歩15分[WEB 4]
- 名古屋市営バス中村住宅停留所より徒歩6分[WEB 4]
- 名古屋市営バス寺腰停留所より下車徒歩10分[WEB 4]

### WEB
1. 1 2  大名古屋温泉. “施設案内”. 2014年3月18日閲覧。（WEB魚拓）
2. 1 2  大名古屋温泉. “大名古屋温泉”. 2014年3月18日閲覧。（WEB魚拓）
3. ↑  加藤亨延 (2012年10月13日). “知る人ぞ知る本格温泉、大名古屋温泉って？”.   Exite Bit. 2014年3月18日閲覧。
4. 1 2 3  大名古屋温泉. “交通案内”. 2014年3月18日閲覧。

### 新聞
1. 1 2 3 4 5 6 7 8 9  「行水がわりに〝いい湯だな〟 市内で初めて 中川区で温泉 老人のカン、ピタリ的中」『中日新聞』1971年8月4日。
2. ↑  「執念の花 また咲く？ 「温泉ビル」完成さす 掘りあてた伊藤老人 中川区富田町」『毎日新聞』1972年2月8日。